# Giuseppe Poerio
Giuseppe Poerio (Belcastro, 6 gennaio 1775 – Napoli, 15 agosto 1843) è stato un politico e patriota italiano.

## Biografia

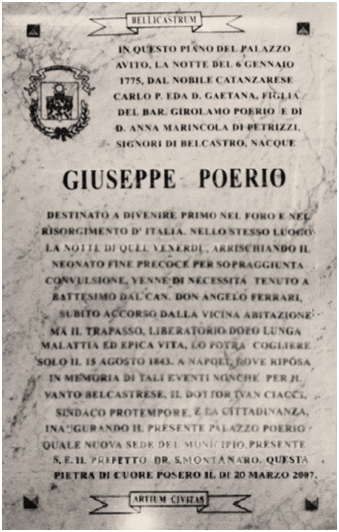
La lapide a Giuseppe Poerio posta nella nuova sede municipale di Belcastro (Pal. Poerio) nel 2007.

Fu uno dei più cospicui esponenti del giacobinismo partenopeo, tanto che la reazione del 1799 lo condannò alla forca, pena commutata nella reclusione a vita.
Liberato nel 1801, ebbe importanti cariche all'avvento al trono di Napoli di Giuseppe Bonaparte. Negli anni della Restaurazione fu arrestato e mandato al confino. Liberato nel 1823, esulò in Toscana, Francia e Inghilterra. Tornò infine a Napoli nel 1833.
Fu padre del poeta e patriota Alessandro, del politico Carlo e fratello di Raffaele.